# Jólét és Szabadság Demokrata Közösség
A Jólét és Szabadság Demokrata Közösség (röviden JESZ) politikai párt volt Magyarországon. A párt ifjúsági tagozata az U21 volt. A párt a Magyar Demokrata Fórum (MDF) utódpártjaként jött létre 2010-ben, de érdemi politikai teljesítménye nem volt, végül 2023-ban felszámolás alá került.

## Története

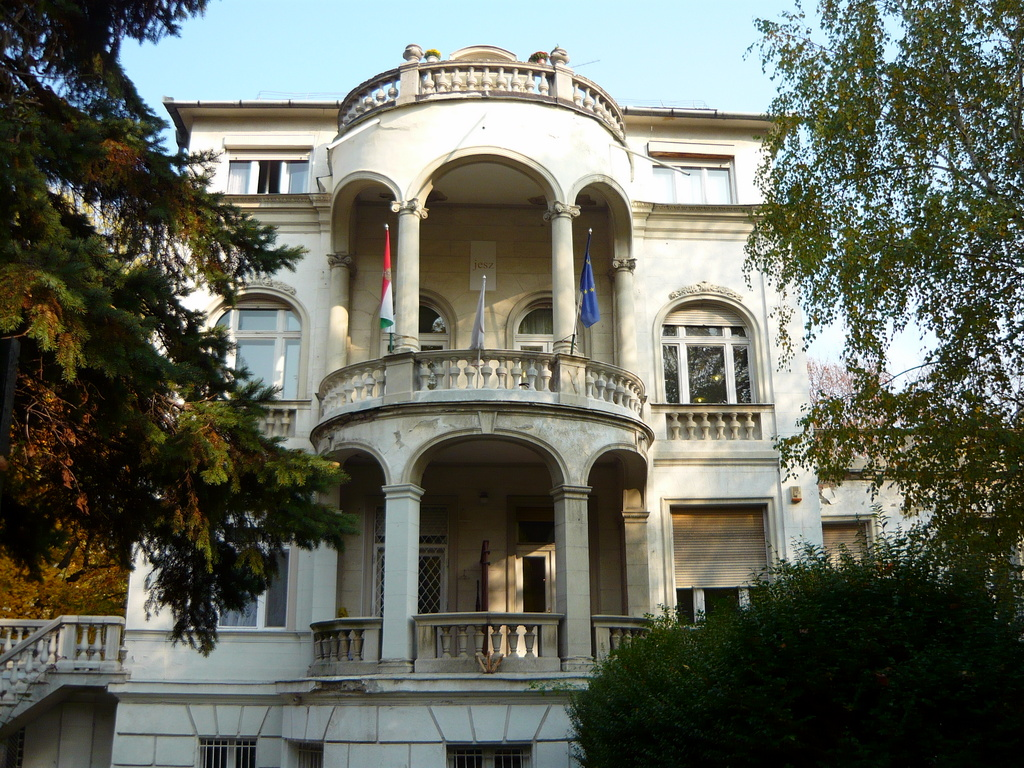
A párt székháza az MDF–JESZ-logócsere után

### Előzmények
A 2010. április 11-i magyarországi általános országgyűlési képviselőválasztáson az MDF 2,67 százalékos eredménnyel, a rendszerváltás óta először, kiesett a magyar parlamentből. Az eredmény ismeretében az addigi pártelnök, Dávid Ibolya és a teljes pártvezetés lemondott. 2010. június 20-án az Országos Gyűlés küldöttei Makay Zsoltot választották az MDF új elnökének.
Az új pártvezetés javaslatára az MDF Országos Gyűlése 2010. december 12-én döntött a szervezet tartalmi és arculati átalakulásáról. Ennek megfelelően döntöttek az új név felvételéről is, amely így a „Jólét és Szabadság Demokrata Közösség” lett. Az átalakulás folyamata 2011. április 8-án zárult, az Országos Gyűlés küldöttei megerősítették az új nevet és elfogadták az ahhoz tartozó új arculati elemeket illetve elfogadták a JESZ hitvallását.

### 2010-től
A párt 2011 februárjában felszólította Bokros Lajos MDF-es európai parlamenti képviselőt, hogy adja vissza mandátumát, majd miután az megtagadta, bejelentették, hogy több száz millió forintot követelnek tőle, ezt a bíróság azonban jogalap hiányában elutasította. Ugyancsak elutasította azt a keresetet is, amelyben a párt Dávid Ibolya korábbi MDF-pártelnököt előnytelen szerződések miatt akarta több tíz milliós kártérítésre kötelezni, a bíróság azonban nem találta megalapozottnak a kereset jogosságát. A JESZ-t mindkét per kapcsán az alperesek többmilliós perköltségeinek kifizetésére kötelezték.
A 2014-es magyarországi országgyűlési választás kampányelemeként a pártot hirdető autósmatricákat osztottak szét az autósok között, melyek felragasztásáért pénzt ígértek, de az ezzel kapcsolatos kifizetések akadozni kezdtek. Másik nagy port felvert kampányfogásként a JESZ a plakátjain engedély nélkül szerepeltette Pokorni Zoltán, Szabó Tímea és Szél Bernadett képviselők, valamint Chikán Attila közgazdász portréját. A Nemzeti Választási Bizottság ezért másfél millió forintos bírságot szabott ki a pártra. Makay Zsolt pártelnök szerint „szeretetből és becsületből” szerepeltették a portrékat a plakátokon és fellebbeztek a bírság ellen. A választáson mandátumot nem szereztek. A 2014-es európai parlamenti választásra a pártnak nem sikerült a listaállításhoz elegendő aláírást összegyűjtenie, ezért nem tudott elindulni rajta. 2015 júliusában kiderült, hogy az Állami Számvevőszék (ÁSZ) nem tudta ellenőrizni a párt törvényszerű gazdálkodását, mert ehhez nem bocsátották rendelkezésre az összes ehhez szükséges dokumentumot, ezért az ÁSZ a hatóságokhoz fordult. Mindez azután történt, hogy az ÁSZ a törvényi felhatalmazása alapján kétévente ellenőrzi a központi költségvetésből rendszeres támogatásban részesülő pártok gazdálkodását. 2017-ben lezárult az ÁSZ vizsgálata, ahol több súlyos szabálytalanságot tárt fel a párt és az Antall József Alapítvány 2012 és 2015 közötti gazdálkodásában. A párt reagálása szerint a választási vereség következtében elmaradt állami támogatások miatt nem tudtak elegendő alkalmazottat foglalkoztatni a kifogásolt feladatok határidős elvégzésére, miközben a párt vezetősége is lemondott, de hangsúlyozták, hogy mindenben együttműködtek az ÁSZ-vizsgálat során.
2015 decemberében új pártelnököt választottak, Makay Zsoltot Sass László váltotta.
A 2018-as és a 2022-es országgyűlési választáson a párt nem állított egyetlen jelöltet sem. 2022 decemberében adósságok miatt felszámolási eljárást kezdeményeztek a párt ellen, ami később jogerőssé vált és 2023 júniusában megkezdődött. 2024 júniusában már arról adtak hírt, hogy az ekkorra már egy Ferenc körúti társasház pincéjébe bejegyzett JESZ tulajdonában lévő több MDF-es relikvia, mint az eredeti MDF-logó is árverés alá került.

## Választási eredmények

### Időközi választások
| Időközi választások                                  | Szavazatok aránya (I. forduló) | Szavazatok aránya (II. forduló) |
| ---------------------------------------------------- | ------------------------------ | ------------------------------- |
| 2012-es II. kerületi időközi országgyűlési választás | 1,13%                          | 0,79%                           |
| 2012-es miskolci időközi önkormányzati választás     | 3,72%                          | –                               |

### Országgyűlési választás
| Választások | Szavazatok száma | Szavazatok aránya | Mandátumok száma | Mandátumok aránya | Parlamenti szerepe |
| ----------- | ---------------- | ----------------- | ---------------- | ----------------- | ------------------ |
| 2014-es     | 9 108            | 0,20%             | —                | —                 | nem jutott be      |
| 2018-as     | —                | —                 | —                | —                 | nem indult         |

### Önkormányzati választás
A párt elindult a 2014-es önkormányzati választáson is, de mindössze 4 polgármesterjelöltet tudott állítani, akiket nem választottak meg.

## A párt elnökei
- Makay Zsolt (2011–2015)
- Sass László (2015–2023)[22]

## Hitvallás
A Jólét és Szabadság tagjai Tisza Kálmán, Bethlen István, Antall József konszolidációs politikájának örökségét vállalva és folytatva elutasítják a keleti típusú, vezérelvű barbárságot és hisznek a nyugati típusú, értékelvű kultúrában. A közösség tagjai ugyanakkor az Antall-kormány és a következő kabinetek hibáiból megtanulták, hogy Cicero gondolata, miszerint a nép jóléte a legfőbb törvény, húsba vágóan igaz, mert hiába teremtett az Antall-kormány soha nem látott szabadságot az országban, az életszínvonal drasztikus visszaesése miatt, az emberek nem élhették át a szabadság mással össze nem hasonlítható, mámorító érzését.
A demokrata közösség tagjai úgy látják, hogy munkájukra azért van szükség, mert Antall József álma egy fejlett, nyugati típusú, értékelvű országról nem valósult meg. Ehelyett egy új barbárság korszaka következett be, amelyben a politikai diktatúrát felváltotta az egzisztenciális diktatúra, a sajtódiktatúra helyét pedig átvette a véleménydiktatúra. Az egzisztenciális diktatúra következményeként a szakértelem követelménye helyett a párthűség lett a legfőbb előírás, amelynek eredménye a teljes kontraszelekció és korrupció, végső soron az ország folyamatos lecsúszása. A véleménydiktatúra, az emberekre erőszakolt ideológiák következménye a társadalom kettészakítása, az ország erőinek végzetes szétforgácsolása.
A Jólét és Szabadság Demokrata Közösség Magyarországon először nem pártként, hanem közösségként határozza meg önmagát, nem véletlenül. Ez nemcsak formai, hanem komoly tartalmi változást is jelent. A JESZ nem vezérelvű, hanem az európai kultúra mintájára, értékelvű közösség. Működése ennek megfelelően transzparens, átlátható. A JESZ az első Magyarországon, amely bevezette az e-demokráciát, azaz a közösséget érintő fontos kérdésekben minden tag véleménye számít. A társadalmat, a szakembereket minden lehetséges formában bevonja döntéseibe, ezért tudatosan még a közösség logójának és arculatának megtervezésére is országos pályázatot írt ki.